# Roeien op de Middellandse Zeespelen 1955
Roeien is een van de sporten die beoefend werden tijdens de Middellandse Zeespelen 1955 in Barcelona, Spanje. Er waren zeven onderdelen, alle voor mannen.

## Uitslagen
| Event                | Goud        | Goud   | Zilver        | Zilver | Brons           | Brons  |
| -------------------- | ----------- | ------ | ------------- | ------ | --------------- | ------ |
| Skiff                | Henri Butel | 7.37,3 | Tonguc Tursan | 7.46,5 | Naguib Gamil    | 8.05,9 |
| Dubbeltwee           | Frankrijk   | 7.51,3 | Spanje        | 8.14,5 | niet uitgereikt |        |
| Twee-zonder-stuurman | Frankrijk   | 7.24,1 | Spanje        | 7.50,5 | niet uitgereikt |        |
| Twee-met-stuurman    | Frankrijk   | 7.39,5 | Italië        | 7.48,3 | Egypte          | 8.09,9 |
| Vier-zonder-stuurman | Italië      | 6.57,6 | Frankrijk     | 7.02,7 | Spanje          | 7.20,5 |
| Vier-met-stuurman    | Italië      | 6.46,4 | Griekenland   | 6.49,4 | Frankrijk       | 6.56,9 |
| Acht-met-stuurman    | Italië      | 6.06,1 | Griekenland   | 6.13,8 | Frankrijk       | 6.14,3 |

## Medaillespiegel
| Plaats | Land        | Goud | Zilver | Brons | Totaal |
| 1      | Frankrijk   | 4    | 1      | 2     | 7      |
| 2      | Italië      | 3    | 1      | 0     | 4      |
| 3      | Spanje      | 0    | 2      | 1     | 3      |
| 4      | Griekenland | 0    | 2      | 0     | 2      |
| 5      | Turkije     | 0    | 1      | 0     | 1      |
| 6      | Egypte      | 0    | 0      | 2     | 2      |
| Totaal | Totaal      | 7    | 7      | 5     | 19     |

1951 · 1955 · 1963 · 1979 · 1991 · 1993 · 1997 · 2001 · 2005 · 2009 · 2013 · 2018
Atletiek · Basketbal · Boksen · Gewichtheffen · Gymnastiek · Hockey · Paardensport · Roeien · Rolhockey · Rugby · Schermen · Schietsport · Schoonspringen · Voetbal · Waterpolo · Wielersport · Worstelen · Zeilen · Zwemmen